# Elaphoglossum minutum
Calaguala (Elaphoglossum minutum) es una especie de helecho de la familia Dryopteridaceae, que se encuentra desde el sur de México hasta Bolivia, Guyana y Brasil y en las Antillas.

## Descripción
Rizoma rupícola o terrestre, generalmente epífito, de 2 a 3 mm de diámetro, con escamas ocre con tonos negros, de 3 mm; soros amarillo verdoso cuando inmaduros y negruzcos al madurar. Hojas espaciadas cada 1 a 8 mm, coriáceas, lanceoladas a ovales, lámina de 4 a 24 cm de longitud por 0,6 a 1,4 cm de anchura, con escamas; con pecíolos de longitud equivalente a 0,3 a 0,8 la de la lámina.

## Importancia económica y cultural
La medicina tradicional le atribuye propiedades, cocinado con leche, para aliviar el reumatismo.
En la medicina tradicional peruana, se utiliza para reducir la inflamación del sistema digestivo, ayudar a la circulación de la sangre, en malestares menstruales y como refresco.

## Nombres comunes
- Kalaguala[4]